# Teorema de Steiner-Lehmus

é isósceles

O teorema de Steiner-Lehmus é um teorema da geometria elementar, primeiramente formulado por C. L. Lehmus e posteriormente provado por Jakob Steiner. Diz o teorema:
Qualquer triângulo com dois ângulos bissetores de comprimentos iguais é isósceles.
O teorema foi mencionado pela primeira vez em 1840, em uma carta de Lehums para J. C. Sturm, na qual ele pediu por uma prova puramente geométrica. Sturm repassou a solicitação para outros matemáticos e Jakob Steiner foi um dos primeiros a providenciar uma solução. Desde então o teorema tornou-se tema bastante popular na geometria elementar, com publicações regulares de artigos sobre o teorema.

## Impossibilidade de uma prova direta
O teorema de Steiner-Lehmus pode ser demonstrado utilizando a geometria elementar, pela prova por demonstração contrária. Existem algumas controvérsias sobre se a prova "direta" é possível; supostas provas "diretas" têm sido publicadas, mas nem todos concordam que elas sejam "diretas". John Conway argumentou que não pode haver prova pela busca de igualdade porque o teorema é falso enquanto em domínio arbitrário. Entretanto, até que alguém formule uma definição precisa do que seria uma prova "direta", ainda há espaço para debates.